# Liebenau (Hesse)
Pour les articles homonymes, voir Liebenau.
Liebenau est une ville allemande située dans le land de la Hesse et l'arrondissement de Cassel.

## Personnalités liées à la ville
- Georg Thöne (1867-1945), homme politique né à Niedermeiser.